# Muskom
Il Muskom era il "Commissariato Centrale degli Affari Musulmani nella Russia Interna e Siberia" costituito dai bolscevichi nel gennaio del 1918 . Mullanur Vachitov fu designato presidente, sebbene egli non fosse un membro del Partito Comunista dell'Unione Sovietica, mentre Mirsaid Sultan-Galiev era il rappresentante dei bolscevichi.

## Collegio Militare Musulmano Centrale
Connesso al Muskom era il Collegio Militare Musulmano Centrale  (CMMC), il quale organizzava truppe musulmane, una forza combattente nell'ambito dell'Armata Rossa. Sultan-Galiev venne designato alla sua presidenza nel dicembre del 1918, mentre Karim Tinčurin fu il direttore generale del dipartimento culturale.